# Associazione Calcio Cesena 1989-1990
Questa voce raccoglie le informazioni riguardanti l'Associazione Calcio Cesena nelle competizioni ufficiali della stagione 1989-1990.

## Stagione
Nell'annata 1989-1990 il Cesena, affidato all'allenatore Marcello Lippi, disputa il campionato di Serie A ottenendo il dodicesimo posto con 28 punti, in coabitazione con Fiorentina e Lecce, con un solo punto sopra la zona retrocessione; sono scese in Serie B l'Udinese, il Verona, la Cremonese e l'Ascoli, mentre lo scudetto è stato vinto per la seconda volta dal Napoli di Maradona con 51 punti, davanti al Milan secondo con 49 punti e le altre nettamente staccate.
Il percorso dei bianconeri è stato regolare, pur sempre in lotta per non perdere la categoria. La squadra bianconera ha raccolto 14 punti tanto nel girone di andata quanto in quello di ritorno. Decisiva ai fini della salvezza la vittoria (1-0) sul Verona il 29 aprile 1990, nell'ultima giornata del torneo, per tenere a distanza sia gli stessi scaligeri sia l'Udinese. Nella Coppa Italia il Cesena passa il primo turno ad eliminazione diretta, superando l'Avellino (1-2), mentre nel secondo turno viene a sorpresa eliminato dai cadetti del Messina che sbancano (1-4) il Manuzzi.
Con 13 reti Massimo Agostini è risultato il miglior marcatore cesenate della stagione.

## Divise e sponsor

Una formazione cesenate in campo con la divisa invernale

Lo sponsor tecnico per la stagione 1989-1990 è Adidas, mentre lo sponsor ufficiale è Orogel.

## Organigramma societario
Area direttiva
- Presidente: Edmeo Lugaresi

Area tecnica
- Direttore tecnico: Renato Lucchi
- Direttore sportivo: Pierluigi Cera
- Allenatore: Marcello Lippi
- Allenatore in seconda: Giampiero Ceccarelli
- Preparatore atletico: Paolo Righi

Area sanitaria
- Medici sociali: Gilberto D'Altri, Giancarlo Battistini
- Massaggiatori: Francesco Agnoletti

## Rosa
| N. |                       | Ruolo | Calciatore               |
| -- | --------------------- | ----- | ------------------------ |
|    | Italia (bandiera)     | P     | Stefano Dadina           |
|    | Italia (bandiera)     | P     | Alberto Fontana          |
|    | Italia (bandiera)     | P     | Sebastiano Rossi         |
|    | Italia (bandiera)     | P     | Cesare Tonelli           |
|    | Italia (bandiera)     | D     | Mario Ansaldi            |
|    | Italia (bandiera)     | D     | Fabio Calcaterra         |
|    | Italia (bandiera)     | D     | Fabio Cucchi             |
|    | Italia (bandiera)     | D     | Agatino Cuttone          |
|    | Italia (bandiera)     | D     | Gianni Flamigni          |
|    | Italia (bandiera)     | D     | Ezio Gelain              |
|    | Jugoslavia (bandiera) | D     | Davor Jozić              |
|    | Italia (bandiera)     | D     | Filippo Medri            |
|    | Italia (bandiera)     | D     | Salvatore Antonio Nobile |
|    | Italia (bandiera)     | D     | Gian Battista Scugugia   |
|    | Italia (bandiera)     | C     | Giuseppe Angelini        |
|    | Italia (bandiera)     | C     | Fabio Aselli             |
|    | Italia (bandiera)     | C     | Andrea Del Bianco        |

| N. |                       | Ruolo | Calciatore                   |
| -- | --------------------- | ----- | ---------------------------- |
|    | Italia (bandiera)     | C     | Sergio Domini                |
|    | Italia (bandiera)     | C     | Vincenzo Esposito            |
|    | Svezia (bandiera)     | C     | Hans Holmqvist               |
|    | Italia (bandiera)     | C     | Oscar Lasagni                |
|    | Italia (bandiera)     | C     | Gianluca Leoni               |
|    | Italia (bandiera)     | C     | Filippo Masolini             |
|    | Italia (bandiera)     | C     | Angelo Pierleoni             |
|    | Italia (bandiera)     | C     | Adriano Piraccini (capitano) |
|    | Italia (bandiera)     | C     | Paolo Pupita                 |
|    | Italia (bandiera)     | C     | Alessandro Teodorani         |
|    | Italia (bandiera)     | C     | Franco Turchetta             |
|    | Italia (bandiera)     | A     | Massimo Agostini             |
|    | Italia (bandiera)     | A     | Cristian Casadei             |
|    | Italia (bandiera)     | A     | Stefano Ceccarelli           |
|    | Jugoslavia (bandiera) | A     | Vladislav Đukić              |
|    | Italia (bandiera)     | A     | Pasquale Traini              |
|    | Italia (bandiera)     | A     | Gabriele Zagati              |

## Calciomercato
| Acquisti         | Acquisti                 | Acquisti  | Acquisti      |
| R.               | Nome                     | da        | Modalità      |
| ---------------- | ------------------------ | --------- | ------------- |
| C                | Vladislav Djukic         | Partizan  | definitivo    |
| C                | Mario Ansaldi            | Carrarese | definitivo    |
| D                | Vincenzo Esposito        | Atalanta  | definitivo    |
| C                | Franco Turchetta         | Brescia   | definitivo    |
| D                | Salvatore Antonio Nobile | Inter     | definitivo    |
| A                | Angelo Pierleoni         | Brescia   | definitivo    |
| D                | Giuseppe Angelini        | Padova    | fine prestito |
| Altre operazioni |                          |           |               |
| R.               | Nome                     | da        | Modalità      |
| P                | Francesco Antonioli      | Milan     | prestito      |
| D                | Gianni Flamigni          | Parma     | definitivo    |
| C                | Fabio Cucchi             | Ancona    | definitivo    |
| P                | Stefano Dadina           | Reggina   | definitivo    |
| P                | Luca Giunchi             | Trento    | fine prestito |

| Cessioni         | Cessioni          | Cessioni   | Cessioni   |
| R.               | Nome              | a          | Modalità   |
| ---------------- | ----------------- | ---------- | ---------- |
| A                | Roberto Bordin    | Atalanta   | definitivo |
| C                | Giuseppe Angelini | Barletta   | prestito   |
| D                | Roberto Chiti     | Piacenza   | definitivo |
| P                | Bruno Limido      | Solbiatese | definitivo |
| C                | Odoacre Chierico  | Ascoli     | definitivo |
| C                | Pasquale Traini   | Pescara    | definitivo |
| Altre operazioni |                   |            |            |
| R.               | Nome              | a          | Modalità   |
| P                | Gianni Flamigni   | Monza      | definitivo |
| D                | Luca Giunchi      | Gubbio     | prestito   |
| D                | Roberto Aliboni   | Massese    | definitivo |

## Risultati

### Serie A

#### Girone di andata
| Arbitro: | Pezzella (Frattamaggiore) |

|  |           |                                      |
|  | Marcatori | 7’ Stroppa 10’ Borgonovo 44’ Massaro |

| Arbitro: | F. Baldas (Trieste) |

|            |           |                           |
| Limpar 69’ | Marcatori | 51’ Đukić 71’ M. Agostini |

| Cesena 6 settembre 1989 3ª giornata | Cesena            | 0 – 0 referto | Napoli | Stadio Dino Manuzzi (18.000 spett.)\| Arbitro: \| Pairetto (Torino) \| |
| Arbitro:                            | Pairetto (Torino) |               |        |                                                                        |

| Arbitro: | Ceccarini (Livorno) |

|                                   |           |              |
| R. Marino 18’ Pasculli 34’ (rig.) | Marcatori | 50’ Esposito |

| Cesena 17 settembre 1989 5ª giornata | Cesena           | 0 – 0 referto | Bologna | Stadio Dino Manuzzi (20.000 spett.)\| Arbitro: \| Lanese (Messina) \| |
| Arbitro:                             | Lanese (Messina) |               |         |                                                                       |

| Arbitro: | Beschin (Legnago) |

|              |           |  |
| Desideri 62’ | Marcatori |  |

| Arbitro: | Nicchi (Arezzo) |

|               |           |  |
| Strömberg 66’ | Marcatori |  |

| Cesena 8 ottobre 1989 8ª giornata | Cesena              | 0 – 0 referto | Lazio | Stadio Dino Manuzzi (13.000 spett.)\| Arbitro: \| Amendolia (Messina) \| |
| Arbitro:                          | Amendolia (Messina) |               |       |                                                                          |

| Arbitro: | Coppetelli (Tivoli) |

|                 |           |              |
| M. Agostini 62’ | Marcatori | 89’ De Vitis |

| Arbitro: | Stafoggia (Pesaro) |

|                           |           |  |
| Carrera 33’ Maiellaro 58’ | Marcatori |  |

| Arbitro: | Sguizzato (Verona) |

|               |           |  |
| Pierleoni 76’ | Marcatori |  |

| Arbitro: | Beschin (Legnago) |

|                                 |           |                                               |
| Torrente 6’ Aguilera 82’ (rig.) | Marcatori | 3’ Esposito 10’ Nobile 78’ (rig.) M. Agostini |

| Arbitro: | Pezzella (Frattamaggiore) |

|               |           |              |
| Pierleoni 11’ | Marcatori | 58’ Dertycia |

| Arbitro: | Lo Bello (Siracusa) |

|                             |           |                                              |
| M. Agostini 10’, 59’ (rig.) | Marcatori | 32’ Matteoli 38’ (rig.) Brehme 47’ A. Serena |

| Arbitro: | F. Baldas (Trieste) |

|                 |           |            |
| D.Fortunato 35’ | Marcatori | 56’ Domini |

| Arbitro: | Pairetto (Torino) |

|            |           |                          |
| Zagati 74’ | Marcatori | 8’ R. Mancini 50’ Cerezo |

| Arbitro: | Magni (Bergamo) |

|  |           |                               |
|  | Marcatori | 76’ M. Agostini 79’ Turchetta |

#### Girone di ritorno
| Arbitro: | Beschin (Legnago) |

|                                                |           |  |
| Donadoni 9’ Tassotti 49’ Van Basten 75’ (rig.) | Marcatori |  |

| Arbitro: | Luci (Firenze) |

|                 |           |           |
| M. Agostini 65’ | Marcatori | 71’ Merlo |

| Arbitro: | Magni (Bergamo) |

|            |           |  |
| Crippa 26’ | Marcatori |  |

| Arbitro: | Trentalange (Torino) |

|                                                 |           |  |
| Đukić 6’ M. Agostini 30’, 36’ (rig.) Nobile 85’ | Marcatori |  |

| Arbitro: | Longhi (Roma) |

|               |           |  |
| De Marchi 28’ | Marcatori |  |

| Cesena 4 febbraio 1990 23ª giornata | Cesena              | 0 – 0 referto | Roma | Stadio Dino Manuzzi (15.943 spett.)\| Arbitro: \| F. Baldas (Trieste) \| |
| Arbitro:                            | F. Baldas (Trieste) |               |      |                                                                          |

| Cesena 11 febbraio 1990 24ª giornata | Cesena              | 0 – 0 referto | Atalanta | Stadio Dino Manuzzi (13.096 spett.)\| Arbitro: \| Coppetelli (Tivoli) \| |
| Arbitro:                             | Coppetelli (Tivoli) |               |          |                                                                          |

| Arbitro: | Beschin (Legnago) |

|                                             |           |  |
| G. Pin 36’, 46’ Amarildo 49’ Rubén Sosa 53’ | Marcatori |  |

| Arbitro: | Amendolia (Messina) |

|             |           |  |
| Sensini 58’ | Marcatori |  |

| Arbitro: | D'Elia (Salerno) |

|                        |           |                             |
| Esposito 2’ Domini 54’ | Marcatori | 58’ G. Loseto 67’ Maiellaro |

| Ascoli Piceno 11 marzo 1990 28ª giornata | Ascoli              | 0 – 0 referto | Cesena | Stadio Cino e Lillo Del Duca (8.902 spett.)\| Arbitro: \| Lo Bello (Siracusa) \| |
| Arbitro:                                 | Lo Bello (Siracusa) |               |        |                                                                                  |

| Arbitro: | Lanese (Messina) |

|                |           |            |
| M. Agostini 3’ | Marcatori | 41’ Fiorin |

| Perugia 25 marzo 1990 30ª giornata | Fiorentina         | 0 – 0 referto | Cesena | Stadio Renato Curi (16.757 spett.)\| Arbitro: \| Fabricatore (Roma) \| |
| Arbitro:                           | Fabricatore (Roma) |               |        |                                                                        |

| Arbitro: | Pezzella (Frattamaggiore) |

|            |           |                 |
| Brehme 66’ | Marcatori | 80’ M. Agostini |

| Arbitro: | Magni (Bergamo) |

|                |           |                |
| Del Bianco 70’ | Marcatori | 87’ D. Bonetti |

| Genova 22 aprile 1990 33ª giornata | Sampdoria        | 0 – 0 referto | Cesena | Stadio Luigi Ferraris (19.639 spett.)\| Arbitro: \| Lanese (Messina) \| |
| Arbitro:                           | Lanese (Messina) |               |        |                                                                         |

| Arbitro: | Longhi (Roma) |

|                 |           |  |
| M. Agostini 79’ | Marcatori |  |

### Coppa Italia

#### Fase eliminatoria
| Arbitro: | Lo Bello (Siracusa) |

|                   |           |                      |
| Baiano 77’ (rig.) | Marcatori | 17’, 39’ M. Agostini |

| Arbitro: | Ceccarini (Livorno) |

|            |           |                                                      |
| Domini 24’ | Marcatori | 3’ P. Doni 8’ Berlinghieri 28’ Protti 49’ Ficcadenti |

## Statistiche

### Statistiche di squadra
| Competizione | Punti | In casa | In casa | In casa | In casa | In casa | In casa | In trasferta | In trasferta | In trasferta | In trasferta | In trasferta | In trasferta | Totale | Totale | Totale | Totale | Totale | Totale | DR  |
| Competizione | Punti | G       | V       | N       | P       | Gf      | Gs      | G            | V            | N            | P            | Gf           | Gs           | G      | V      | N      | P      | Gf     | Gs     | DR  |
| ------------ | ----- | ------- | ------- | ------- | ------- | ------- | ------- | ------------ | ------------ | ------------ | ------------ | ------------ | ------------ | ------ | ------ | ------ | ------ | ------ | ------ | --- |
| Serie A      | 28    | 17      | 3       | 11      | 3       | 16      | 15      | 17           | 3            | 5            | 9            | 10           | 21           | 34     | 6      | 16     | 12     | 26     | 36     | -10 |
| Coppa Italia | -     | 1       | 0       | 0       | 1       | 1       | 4       | 1            | 1            | 0            | 0            | 2            | 1            | 2      | 1      | 0      | 1      | 3      | 5      | -2  |
| Totale       | -     | 18      | 3       | 11      | 4       | 17      | 19      | 18           | 4            | 5            | 9            | 12           | 22           | 36     | 7      | 16     | 13     | 29     | 41     | -12 |

### Statistiche dei giocatori
| Giocatore      | Serie A  | Serie A | Serie A     | Serie A    | Coppa Italia | Coppa Italia | Coppa Italia | Coppa Italia | Totale   | Totale | Totale      | Totale     |
| Giocatore      | Presenze | Reti    | Ammonizioni | Espulsioni | Presenze     | Reti         | Ammonizioni  | Espulsioni   | Presenze | Reti   | Ammonizioni | Espulsioni |
| -------------- | -------- | ------- | ----------- | ---------- | ------------ | ------------ | ------------ | ------------ | -------- | ------ | ----------- | ---------- |
| M. Agostini    | 27       | 11      | ?           | ?          | 2            | 2            | ?            | ?            | 29       | 13     | ?           | ?          |
| M. Ansaldi     | 26       | 0       | ?           | ?          | 2            | 0            | ?            | ?            | 28       | 0      | ?           | ?          |
| F. Calcaterra  | 34       | 0       | ?           | ?          | 1            | 0            | ?            | ?            | 35       | 0      | ?           | ?          |
| A. Cuttone     | 26       | 0       | ?           | ?          | 2            | 0            | ?            | ?            | 28       | 0      | ?           | ?          |
| A. Del Bianco  | 24       | 1       | ?           | ?          | 2            | 0            | ?            | ?            | 26       | 1      | ?           | ?          |
| V. Đukić       | 26       | 2       | ?           | ?          | 2            | 0            | ?            | ?            | 28       | 2      | ?           | ?          |
| S. Domini      | 31       | 2       | ?           | ?          | 2            | 1            | ?            | ?            | 33       | 3      | ?           | ?          |
| V. Esposito    | 31       | 3       | ?           | ?          | 1            | 0            | ?            | ?            | 32       | 3      | ?           | ?          |
| G. Flamigni    | 8        | 0       | ?           | ?          | 2            | 0            | ?            | ?            | 10       | 0      | ?           | ?          |
| E. Gelain      | 20       | 0       | ?           | ?          | 1            | 0            | ?            | ?            | 21       | 0      | ?           | ?          |
| H. Holmqvist   | 1        | 0       | ?           | ?          | 0            | 0            | 0            | 0            | 1        | 0      | 0+          | 0+         |
| D. Jozić       | 24       | 0       | ?           | ?          | 2            | 0            | ?            | ?            | 26       | 0      | ?           | ?          |
| F. Masolini    | 0        | 0       | 0           | 0          | 2            | 0            | ?            | ?            | 2        | 0      | 0+          | 0+         |
| S. A. Nobile   | 32       | 2       | ?           | ?          | 1            | 0            | ?            | ?            | 33       | 2      | ?           | ?          |
| A. Pierleoni   | 19       | 2       | ?           | ?          | 0            | 0            | 0            | 0            | 19       | 2      | 0+          | 0+         |
| A. Piraccini   | 27       | 0       | ?           | ?          | 2            | 0            | ?            | ?            | 29       | 0      | ?           | ?          |
| P. Pupita      | 1        | 0       | ?           | ?          | 0            | 0            | 0            | 0            | 1        | 0      | 0+          | 0+         |
| S. Rossi       | 34       | -36     | ?           | ?          | 2            | -5           | ?            | ?            | 36       | -41    | ?           | ?          |
| G. B. Scugugia | 3        | 0       | ?           | ?          | 0            | 0            | 0            | 0            | 3        | 0      | 0+          | 0+         |
| P. Traini      | 4        | 0       | ?           | ?          | 0            | 0            | 0            | 0            | 4        | 0      | 0+          | 0+         |
| F. Turchetta   | 28       | 1       | ?           | ?          | 2            | 0            | ?            | ?            | 30       | 1      | ?           | ?          |
| G. Zagati      | 5        | 1       | ?           | ?          | 0            | 0            | 0            | 0            | 5        | 1      | 0+          | 0+         |